# Giovanni Ribisi
Antonino Giovanni Ribisi (Los Ángeles, California; 17 de diciembre de 1974), conocido como Giovanni Ribisi, es un actor estadounidense. Ha trabajado en películas como 60 segundos, Boiler Room, Saving Private Ryan,Ted,Ted 2, The Mod Squad, The Gift, Sky Captain y el mundo del mañana, Lost in Translation, Enemigos públicos y Avatar. También es conocido por su papel como Frank, el hermano de Phoebe Buffay, en la serie Friends, y como Ralph en My name is Earl. A menudo interpreta personajes cínicos e inteligentes, a veces con rasgos de villano.

## Biografía
Ribisi nació en Los Ángeles, California. Su madre es Gay Landrum, representante de actores y escritores, y su padre, Albert Anthony Ribisi, teclista de la banda People!. Es hermano mellizo de la actriz Marissa Ribisi, y hermano de Gina Ribisi, que se dedica al doblaje. El abuelo paterno de Ribisi fue hijo de granjeros en Sicilia, Italia.

## Trayectoria
Ribisi comenzó su carrera en la televisión por cable, con roles secundarios o como invitado en numerosas series, incluyendo The Wonder Years, The X Files, My Two Dads, Friends y Married with Children. También trabajó en el cine en pequeños papeles adolescentes o secundarios.

### Cine
En 1998, empezó a darse a conocer en el cine, con el filme bélico Saving Private Ryan como el soldado médico Irwin Wade junto a Tom Hanks. Luego vino The Other Sister de 1999, con Juliette Lewis, entre otros filmes que fueron cimentándolo como actor.
Consolidado como un buen actor de reparto, tuvo mucho trabajo en el nuevo siglo, realizando películas como The Gift o 60 segundos con Nicolas Cage, Angelina Jolie y Robert Duvall, además de otros filmes y en 2002 participó en la cinta En el cielo, junto a Cate Blanchett. En 2003 trabajó al lado de Bill Murray y Scarlett Johanson en la aclamada Lost in Translation y tuvo un pequeño papel en la galardonada cinta Cold Mountain. En 2004 actuó en Sky Captain and the World of Tomorrow nuevamente con Angelina Jolie y también en el filme remake El vuelo del Fénix realizando una destacable actuación, como villano. Luego en 2006 actuó en 10th & Wolf con James Marsden y en 2007 trabajó junto a Halle Berry y Bruce Willis en la cinta de suspense Seduciendo a un extraño.
En 2009 estuvo en la cinta histórica policial Enemigos públicos junto a Johnny Depp, además participó en la exitosa y taquillera Avatar y al año siguiente (2010), protagonizó con Luke Wilson Middle Men. 2012 fue un año muy ajetreado para Ribisi, actuó en The Rum Diary, Contrabando, Columbus Circle y Ted. En 2013 fue parte del elenco de Gangster Squad.

### Televisión
Además de sus comienzos televisivos, Ribisi logró destacarse como estrella invitada en un episodio de The X-Files y en el papel secundario de Frank Buffay Jr., hermano de Phoebe Buffay en Friends. Posteriormente hizo de Ralph en My Name is Earl y fue nominado al premio Emmy en 2007 por su actuación.
Además apareció en el videoclip del sencillo "Crystal Ball", de la banda británica Keane, el cual se estrenó a nivel mundial en 2006. También apareció junto a Winona Ryder y John C. Reilly en el videoclip "Talk About the Blues" de Blues Explosion. En 2015 interpreta en la serie Sneaky Pete a Pete en sus tres temporadas. Desde 2021 interpreta el personaje Jerry en la serie "Al Borde" (On the Verge), emitida en Netflix y dirigida por Julie Delpy.

## Vida personal
Ribisi estuvo casado con Mariah O'Brien desde el 18 de marzo de 1997 al 3 de noviembre de 2001. El matrimonio tuvo una hija, Lucia (nacida en agosto de 1997), así nombrada por la heroína condenada en la ópera de Donizetti, Lucia di Lammermoor.
Es también un activo cienciólogo. Su hermana, Marissa, también es ciencióloga, y estuvo casada con Beck, quien también profesó la cienciología hasta 2019.
El 24 de junio de 2012 se casó con la modelo Agyness Deyn, separándose en 2013 y concretando el divorcio en 2015.

## Filmografía
- Avatar: The Way of Water (2022)
- A Million Little Pieces (2018)
- The Bad Batch (2016)
- Papa: Hemingway in Cuba (2015)
- Ted 2 (2015)
- A Million Ways to Die in the West (2014)
- Gangster Squad (2013)
- Ted (2012)
- Columbus Circle (2012)
- Contrabando (2012)
- The Rum Diary (2012)
- The Other Side (2010)
- Middle Men (2010)
- Avatar (2009)
- Enemigos públicos (2009)
- Middle Men (2009)
- Spirit of the Forest (2008) (voz)
- Gardener of Eden (2007)
- Seduciendo a un extraño (2007)
- The Dog Problem (2006)
- 10th & Wolf (2006)
- The Dead Girl (2006)
- Lightfield's Home Videos (2006)
- The Big White (2005)
- El vuelo del Fénix (2004)
- Sky Captain and the World of Tomorrow (2004)
- Love's Brother (2004)
- Basic (2003)
- Cold Mountain (2003)
- I Love Your Work (2003)
- Lost in Translation (2003)
- Masked and Anonymous (2003)
- En el cielo (2002)
- According to Spencer (2001)
- Shot in the Heart (2001)
- The Gift (2000)
- Gone in Sixty Seconds (2000)
- Boiler Room (2000)
- Pussykat (2000)
- All the Rage (también conocida como It's The Rage) (2000)
- Las vírgenes suicidas (1999) (narrador)
- The Other Sister (1999)
- The Mod Squad (1999)
- The Other Sister (1999)
- Saving Private Ryan (1998)
- Phoenix (1998)
- Alptraum im Airport (1998)
- Some Girl (1998)
- Scotch and Milk (1998)
- First Love, Last Rites (1997)
- Carretera perdida (1997)
- The Postman (1997)
- SubUrbia (1997)
- That Thing You Do! (1996)
- The Grave (1996)
- Hills Have Eyes III (también conocida como Mind Ripper) (1995)
- The Outpost (1995)
- The Positively True Adventures of the Alleged Texas Cheerleader-Murdering Mom (1993)
- The Wonder Years (1992)
- Blossom (1990)
- Promised a Miracle (1988)
- Still the Beaver (1983)